# Tracy Reed (Schauspielerin, 1942)
Tracy Reed (* 21. September 1942 als Clare Tracy Compton Pelissier in London, England; † 2. Mai 2012 in West Cork, Republik Irland) war eine britische Schauspielerin.

## Leben
Reed wuchs als Tochter des Schauspieler-Ehepaars Anthony Pelissier und Penelope Dudley-Ward auf. Auch ihre Großmutter väterlicherseits, Fay Compton, war Schauspielerin. Bereits im Alter von sechs Monaten war sie 1943 mit ihrer Mutter und Laurence Olivier in dem Filmdrama The Demi-Paradise zu sehen. Sie nahm später den Namen ihres Stiefvaters, des Filmregisseurs Carol Reed, an und war Stief-Cousine von Oliver Reed. Ab Beginn der 1960er Jahre spielte sie Fernsehrollen und hatte bereits 1961 eine Serienhauptrolle an der Seite von Robert Morley als Prinzessin Amelia in der kurzlebigen Sitcom If the Crown Fits. Sie wurde zeitweilig als Nachfolgerin von Diana Rigg in Mit Schirm, Charme und Melone gehandelt. Ihr Schauspieldebüt auf der großen Leinwand feierte sie im Alter von 22 Jahren in Stanley Kubricks vielfach ausgezeichneter Satire Dr. Seltsam oder: Wie ich lernte, die Bombe zu lieben mit Peter Sellers in der Hauptrolle. Als Sekretärin Miss Scott spielte sie die einzige weibliche Rolle und war dabei nur mit einem Bikini bekleidet.
Sie arbeitete danach in zwei weiteren Filmen an der Seite von Peter Sellers: zunächst 1964 im zweiten Film der Pink-Panther-Reihe, Ein Schuß im Dunkeln, als Tochter des Millionärs Benjamin Ballon, sowie 1967 in Casino Royale, dort jedoch in einer untergeordneten Nebenrolle. Reed zog sich Mitte der 1970er Jahre aus dem Showgeschäft zurück, um sich auf ihre Familie zu konzentrieren. Aus ihren vier Ehen gingen drei Töchter hervor. In erster Ehe war sie mit dem Schauspieler Edward Fox verheiratet, in dritter Ehe mit dem Schauspieler Bill Simpson. Ihre älteste Tochter Lucy aus der Ehe mit Fox trägt durch ihre Ehe mit Jenico Preston den Adelstitel Viscountess Gormanston.
Später zog Reed nach West Cork im Südwesten der Republik Irland, wo sie eine neue Karriere als Außendienstmitarbeiterin in der Lebensmittelindustrie aufnahm. Dort starb sie 2012 im Alter von 69 Jahren an Leberkrebs. Ihr geschiedener erster Ehemann Edward Fox, mit dem sie zeitlebens eng befreundet blieb, verlas bei der Trauerfeier ein Gedicht.

## Filmografie
- 1964: Der Diamantenjob (The Main Chance)
- 1964: Dr. Seltsam oder: Wie ich lernte, die Bombe zu lieben (Dr. Strangelove or: How I Learned to Stop Worrying and Love the Bomb)
- 1964: Ein Schuß im Dunkeln (A Shot in the Dark)
- 1965: Die Gruft der toten Frauen (Devils of Darkness)
- 1967: Casino Royale
- 1967: Marokko 7 (Maroc 7 )
- 1968: Mit Schirm, Charme und Melone (The Avengers, Fernsehserie, 1 Folge)
- 1970: Ihre Chance war gleich Null (Adam's Woman)
- 1970: Paul Temple (Fernsehserie, 1 Folge)
- 1971: Percy – Der Spatz in der Hand (Percy)
- 1971: UFO (Fernsehserie, 1 Folge)
- 1976: The Deadly Females